# Theroscopus melanopygus
Theroscopus melanopygus är en stekelart som först beskrevs av Johann Ludwig Christian Gravenhorst 1829.  Theroscopus melanopygus ingår i släktet Theroscopus och familjen brokparasitsteklar. Arten är reproducerande i Sverige. Inga underarter finns listade i Catalogue of Life.